# Camp Sherman (Oregon)
Camp Sherman ist eine Ortschaft und ein Census-designated place in Jefferson County im US-Bundesstaat Oregon. Es liegt am Metolius River. Das U.S. Census Bureau hat bei der Volkszählung 2020 eine Einwohnerzahl von 251 ermittelt. 
Der National Park Service führt für Camp Sherman ein Gebäude im National Register of Historic Places an (Stand 16. Januar 2019), die Camp Sherman Community Hall.

## Persönlichkeiten
- Gretchen Corbett (* 1945), Schauspielerin